# Gressier (kommun)
Gressier är en kommun i Haiti.   Den ligger i departementet Ouest, i den centrala delen av landet, 19 km väster om huvudstaden Port-au-Prince.